# マギー・メイ (ロッド・スチュワートの曲)
「マギー・メイ」(Maggie May) は、ロッド・スチュワートのアルバム『エヴリ・ピクチャー・テルズ・ア・ストーリー』の収録曲。スチュワートとマーティン・クイッテントンとの共作。年上の女性との関係に葛藤する若い男の感情を表しており、それはロッド自身の経験に基づいていると考えられている。

## 解説
イギリスでは当初、「リーズン・トゥ・ビリーヴ」のB面として発表されたが、DJ達は、B面のこの曲を気に入った。イギリスでは1位を記録し、アメリカのトップチャートにも登場した。
アルバム『エヴリ・ピクチャー・テルズ・ア・ストーリー』は、イギリスとアメリカ両国でチャート1位に輝き、ビートルズとサイモン&ガーファンクルと並ぶ快挙となった。
ソロになって初めての大ヒットで、キャリアを軌道に乗せた。ロッド自身は、この曲の成功を楽しんでおり、「僕は未だにこのシングルがどうしてここまで大きなヒットになったか分からないね。この歌にはメロディーがないしさ。十分な個性と見事なコードはあるけどね。だけどメロディーはないんだ」と語っている。
この曲は、1976年12月にイギリスのチャートに再登場しているが、31位までしか届かなかった。

## 評価
ローリング・ストーンの選ぶオールタイム・グレイテスト・ソング500（2010年版）では131位にランクされている。
ギターワールド誌が選ぶ「偉大なる12弦ギターソング」で、16位に選ばれている。

## カバー
エドウィン・マッケイン、ブラー、ウェット・ウェット・ウェット、ベン・ミルズ、キルカ（フィンランド語詞）などによるカバー・バージョンがある。メリッサ・エスリッジ、ザ・ポーグス、ダーティ・スリーがコンサートで演奏している。スペインのロックバンドM-Clanは翻訳版のこの曲を自身のアルバム『Sin enchufe』(Unplugged)用に録音した。
日本では、岩川浩二がKozzy Iwakawa名義で2011年にリリースしたアルバム"Rods and Mockers"に収録している。
ギター・ソロを北インドの映画作曲家、Devaに映画「Aasai」用に盗用された。